# Шульгинка (Луганская область)
Шульгинка (укр. Шульгинка) — село, относится к Старобельскому району Луганской области Украины.

## История
Основан городок Шульгин донскими казаками, не позднее 1705 года. 9 октября 1707 года казаками здесь был убит князь Ю. Долгорукий и началось Булавинское восстание. Городок за это был уничтожен и все земли вокруг у донских казаков были отобраны и переданы в управление слобожанам.
В дальнейшем слобода Шульгинка являлась центром Шульгинской волости Старобельского уезда Харьковской губернии Российской империи.
В ходе Великой Отечественной войны в 1941—1943 гг. селение было оккупировано немецкими войсками.
Население по переписи 2001 года составляло 2422 человека.
1 марта 2022 года посёлок занят ВС РФ в ходе Вторжения России в Украину.

## Местный совет
92764, Луганська обл., Старобільський р-н, с. Шульгинка, вул. Театральна, 1д  (укр.)